# 蘇黎世 (加利福尼亞州)
蘇黎世（英語：Zurich）是位於美國加利福尼亞州因約縣的一個非建制地區。

## 地理
蘇黎世的座標為37°10′18″N 118°15′36″W / 37.17167°N 118.26000°W，而該地的平均海拔高度為1,199米（即3,934英尺）。